# Andover (South Dakota)
Andover is een plaats (town) in de Amerikaanse staat South Dakota, en valt bestuurlijk gezien onder Day County.

## Demografie
Bij de volkstelling in 2000 werd het aantal inwoners vastgesteld op 99.. Voor 2006 is het aantal inwoners door het United States Census Bureau geschat op 91.

## Geografie
Volgens het United States Census Bureau beslaat de plaats een oppervlakte van
0,7 km², geheel bestaande uit land. Andover ligt op ongeveer 451 m boven zeeniveau.